# Namunaria guttulata
Namunaria guttulata är en skalbaggsart som först beskrevs av Leconte 1863.  Namunaria guttulata ingår i släktet Namunaria och familjen barkbaggar. Inga underarter finns listade i Catalogue of Life.